# Себриан, Педро
Педро Себриан-и-Агустин (исп. Pedro Cebrián y Agustín; 30 апреля 1687, Лусени — 22 августа 1752, Мадрид), 5-й граф де Фуэнклара — испанский придворный и дипломат, вице-король Новой Испании.

## Биография
Сын Хосе Себриана-и-Алагона, 4-го графа де Фуэнклара, и Лоренсы Агустин Мартинес де Марсильи.
Во время войны за Испанское наследство Педро Себриан служил за свой счет в королевской армии при осаде Барселоны (1706). Преданность его дома делу Бурбонов побудила Секвестровую хунту эрцгерцога Карлоса конфисковать имущество его отца.
Служебная карьера Себриана началась в 1725 году, когда Филипп V в знак признания заслуг его тестя маркиза де Кастелара, назначил Педро на сверхштатную должность в Финансовом совете. В 1726 году он унаследовал титул графа Фуэнклары. В 1728 году стал рыцарем ордена Алькантары с энкомьендой Лас-Пуэблас.
В 1734—1740 годах выполнял дипломатические миссии: был послом в Венеции, Вене, Дрездене и Неаполе. С венецианцами Себриан договорился о нейтралитете республики в войне за Польское наследство, в Австрии безуспешно пытался договориться о браке Карла III Неаполитанского с одной из эрцгерцогинь, а в Саксонии переговоры о женитьбе Карла на принцессе Марии Амалии прошли удачно. В награду Себриан был пожалован в рыцари ордена Золотого руна, инсигнии которого были ему переданы в 1738 году в Неаполе, и там же в следующем году он стал рыцарем ордена Святого Януария.
В 1739 году Филипп V назначил его главным майордомом и старшим конюшим своего сына инфанта Филиппа, герцога Пармского. По возвращении в Мадрид (1740) граф отправился в Ла-Гранху, чтобы просить монарха о назначении старшим майордомом королевы, надеясь поправить свои дела благодаря положенному на этом посту жалованию. Должности он не получил, но вскоре был возведен в достоинство гранда Испании 1-го класса.
В феврале 1742 года граф де Фуэнклара был назначен вице-королем Новой Испании и президентом королевских аудиенсий Мехико и Гвадалахары. В условиях войны с Англией королевское распоряжение от 10 декабря 1739 позволяло ему использовать любую сумму из налогов Новой Испании, включая ренту Булы и Священного крестового похода, и часть доходов Мексиканского монетного двора в условиях чрезвычайной военной угрозы на месте или отправить эти средства в метрополию, чтобы уменьшить дефицит казначейства.
Путешествие в Америку было осуществлено в условиях строгой секретности. Наместник отбыл в июле 1742 из гавани Рошфора на французском фрегате «Дельфин», не беря с собой семью. В октябре он прибыл в Веракрус и 3 ноября был в мексиканской столице, где официально вступил в должность 16 января следующего года.
Испанские колонии испытывали значительные финансовые затруднения, и положение заметно ухудшилось в период войны. Вместе с губернаторами Кампече и Гаваны (Сальседо и Гуэмесом) граф де Фуэнклара спланировал экспедицию против английских владений в Центральной Америке (Белиз, Роатан) для борьбы с пиратством.
Близость Ямайки и недавние нападения адмирала Вернона на Портобелло и Картахену заставили вице-короля сосредоточить внимание на Веракрусе. В 1743 году коммодор Энсон на судне «Центурион» захватил манильский галеон «Нуэстра Сеньора де Ковадонга», вышедший из Акапулько под командованием генерала Херонимо Монтеро. Добыча англичан только наличными составила 1 313 843 песо в чеканном серебре и 4 463 марки в слитках. Вице-короля и правительство обвиняли в пренебрежении мерами безопасности, поскольку корабль с ценным грузом в военное время шел без сопровождения. Торговля с Филиппинами была прервана до нового распоряжения из метрополии. Из-за угрозы английскмх каперов в 1746 году несколько филиппинских кораблей были оставлены в Матанчеле, где вместо Акапулько проводилась ярмарка.
Перерыв коммуникаций между Индиями и Испанией привел к дефициту товаров и росту цен. Убыль населения из-за эпидемий прошлых лет еще более увеличила экономический дисбаланс. Вице-король пытался найти компромисс между интересами испанских и мексиканских купцов, установив правила продажи товаров и определив город Халапу в качестве резиденции грузоотправителей и торговцев.
Из-за недостатка ртути для эксплуатации рудников, наместник приказал провести испытания на ртутных месторождениях, недавно обнаруженных в Темаскальтепеке (Куэрнавака). За четыре года его правления было добыто серебра на сумму 5 754 000 марок.
В ходе предпринятого по инициативе маркиза де ла Энсенады восстановления военно-морского флота верфи Гаваны получили двести тысяч песо для строительства пяти кораблей. Продолжались открытия и завоевания новых территорий (Калифорния, Нью-Мексико, прибрежные острова Южного моря). В свое время полковник Хосе де Эскандон совершил несколько походов в Сьерра-Горда, оплот враждебных индейцев недалеко от Керетаро, где восстановил и заново основал восемь миссий (Хальпа, Конка, Гуадалупе). Фуэнклара первоначально не поддерживал планы Эскандона по умиротворению внутренних районов Мексики, но затем одобрил проект, завершившийся при его преемнике основанием колонии Новый Сантандер (Тамаулипас).
Для выполнения указа 1741 года о сборе известий об испанских владениях в Америке наместник заказал соответствующие отчеты у хрониста Хуана Франсиско Саагуна и бухгалтера Хосе Антонио де Вильясеньора, который провел статистическое исследование, опубликованное в его работе «Американский театр» (1746).
В августе 1744 года в Пуэбла-де-лос-Анхелес началось народное движение, вызванное злоупотреблениями со стороны мэра этого города Мигеля Романа, недовольством высокими налогами и спором из-за канонизации прежнего епископа Хуана де Палафокса. Фуэнклара послал войска на подавление восстания, одновременно поручив судье Валькарселю провести расследование и наказать виновных.
В санитарных целях мексиканская столица была разделена на четыре района, руководители которых должны были осуществлять очистку и заниматься мощением улиц. Своему заместителю Хосе Давалосу вице-король поручил восстановить акведук, по которому из Чапультепека в столицу шла вода, а расходы на ремонт покрывались из налога на бренди, вино и уксус, ввозившихся в город. Были построены новые мосты и отремонтированы дороги, что облегчило коммерческое сообщение.
В его правление буллой Бенедикта XIV (1743) епархия Гватемалы была возведена в архиепископство, а в 1745 году в Мехико был основан женский монастырь Санта-Бригида.
Среди событий наместничества Себриана большой резонанс приобрело дело итальянского путешественника Лоренцо Ботурини, решение по которому принималось при личном участии вице-короля.
На своем посту граф де Фуэнклара рассчитывал на покровительство брата своего тестя, влиятельного Хосе Патиньо, и министра Хосе дель Кампильо. Когда тот умер, его преемник маркиз де ла Энсенада приказал провести тайное расследование слухов о злоупотреблениях вице-короля и его администрации (1744). Проверка не дала однозначного результата, но Педро, разочарованный недоверием, в марте 1745 подал в отставку по состоянию здоровья. В ноябре его отставка была принята, и 7 июля 1746 Себриан сдал дела своему преемнику Хуану Франсиско де Гуэмесу, до этого бывшему губернатором и генерал-капитаном Гаваны.
Фуэнкларе было разрешено вернуться в Испанию, но против него были выдвинуты обвинения, в том числе в разрешении азартных игр в Королевском дворце, что привело к разорению многих семей. Его средства были конфискованы, но затем Совет Индии снял свои претензии.
Возвращение на родину также происходило в условиях секретности. 2 сентября Себриан отбыл в Гавану на военном судне «Ла-Рейна», а на Кубе сел на фрегат «Эль-Камелло», направлявшийся в один из испанских портов. В Испании он воссоединился с семьей, проведя последние годы жизни в Мадриде в особняке, который он купил у семьи Энрикес де Гусман. Он был крестным отцом у своего шурина, маркиза де Кастелара.
Был погребен в мадридской церкви Монтсеррат.

## Семья
Жена (1716): Мария Тереса Патиньо Аттендоло, дочь Бальтасара Патиньо-и-Росалеса, 1-го маркиза Кастелара, и Ипполиты Болоньини Аттендоло
Дочь:
- Мария Иполита (р. 1718), 6-я графиня де Фуэнклара. Муж (1737): Антонио Феликс де Сильва (ум. 1779), полковник Королевского кавалерийского полка

В июне 1751 граф основал майорат, объявив свою дочь Марию Иполиту, придворную даму королевы Марии Амалии, наследницей, к которой также перешел отцовский титул.